# Pixel 8a
Pixel 8a — это Android-смартфон, разработанный и продаваемый Google как часть линейки продуктов Google Pixel. Он представляет собой вариант среднего класса в серии Pixel 8. Pixel 8a имеет схожий дизайн с остальными моделями Pixel 8, а основными отличиями между ними являются более тонкий козырек камеры и возможность снятия всей задней крышки. Устройство обладает аналогичными характеристиками и функциональностью с Pixel 8, при этом основное внимание в этом телефоне уделяется инструментам ИИ, которые идут в комплекте.

## История
Pixel 8a был анонсирован и стал доступен для предварительного заказа в США 7 мая 2024 года. В отличие от большинства предыдущих телефонов Pixel серии A, Pixel 8a не был представлен на ежегодном мероприятии Google I/O; вместо этого он появился ровно на неделю раньше.

## Дизайн

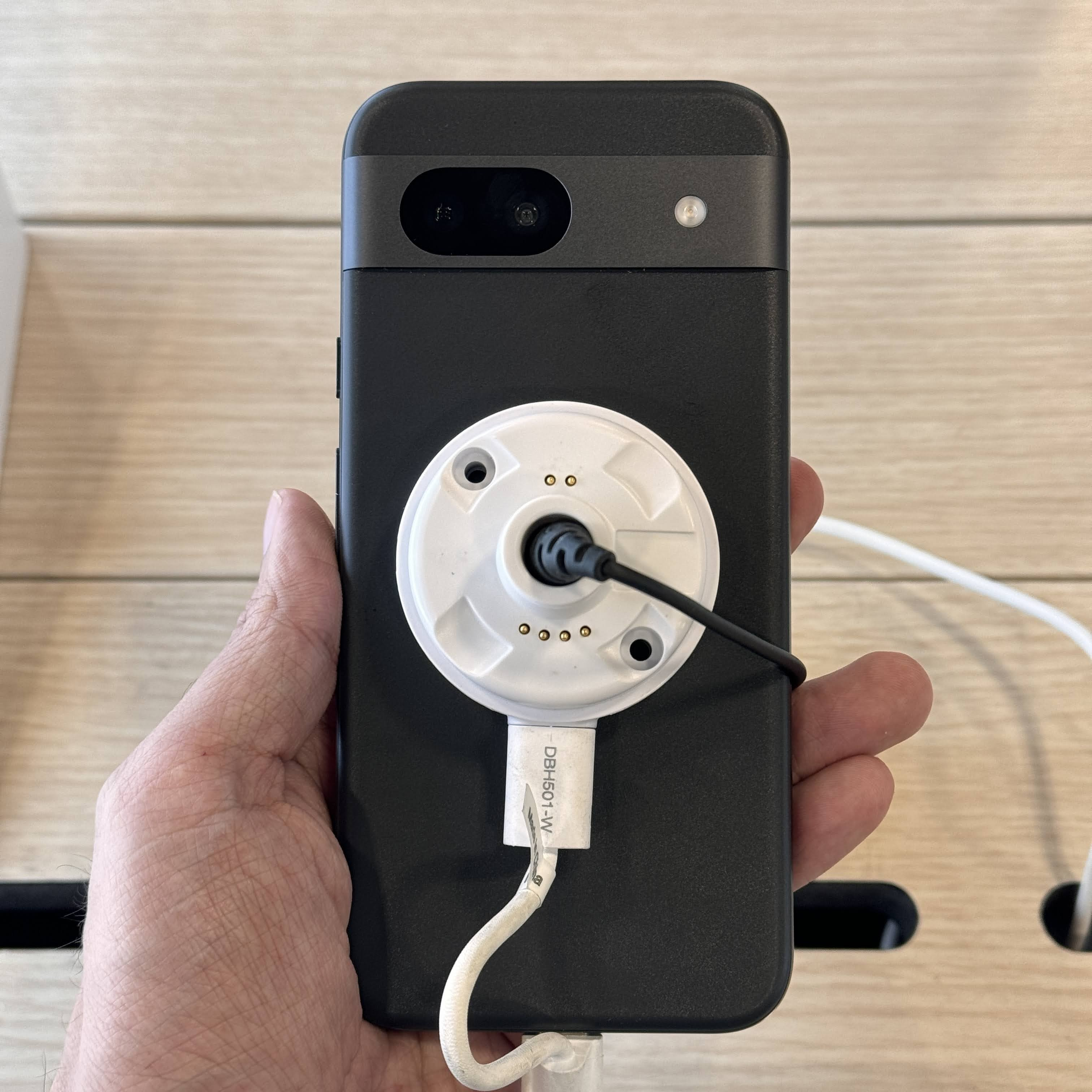
Задняя часть Pixel 8a

Передняя часть устройства выполнена из Corning Gorilla Glass 3, задняя — из пластика, а рамка — из алюминия. Pixel 8a также имеет степень защиты от пыли и воды IP67.
В целом, единственными различиями в дизайне Pixel 8a и Pixel 7a являются матовое покрытие задней панели и более закругленные углы, как у Pixel 8.
На нижней грани смартфона расположен порт USB-C 3.2, два выреза для динамика (справа от USB-C) и для микрофона. На верхней грани находится антенна mmWave на модели для США и дополнительный микрофон. На левой грани расположен лоток для SIM-карты на одну nano-SIM. На правой грани находятся качелька регулировки громкости и кнопка питания.
Pixel 8a продается в следующих цветах:
- Обсидиан
- Фарфор
- Залив
- Алоэ